# Incestophantes mercedes
Incestophantes mercedes is een spinnensoort in de taxonomische indeling van de hangmatspinnen (Linyphiidae).
Het dier behoort tot het geslacht Incestophantes. De wetenschappelijke naam van de soort werd voor het eerst geldig gepubliceerd in 1943 door Ralph Vary Chamberlin  & Wilton Ivie.